# 胜利花园

二战期间在伦敦的弹坑上建起的胜利花园

胜利花园（英語：Victory gardens，war gardens，food gardens for defense）是战争期间在私人住宅院落和公园开辟的蔬菜种植地，一战和二战期间美国、英国、加拿大和德国都推行过该运动以减轻战时的食品供给压力。二战期间各地的“胜利花园”提供了美国国内三分之一的蔬菜供给。除了间接地支援战争外，胜利花园也是鼓舞平民士气的手段之一，它使参与者感受到其劳动为战时生活所作出的贡献，亦是战时后方生活的一部分。

## 戰後
1946年，戰爭結束後，許多英國居民沒有種植勝利花園，以期獲得更多食物。然而，英國仍然存在短缺，並且至少在 1954 年之前對某些食品實施配給制。
倫敦薩頓薩頓花園郊區中心的土地在第二次世界大戰期間首次被用作勝利花園；在此之前，它曾被用作帶網球場的休閒場所。這片土地繼續被當地居民用作分配地長達 50 多年，直到 1997 年被當時的土地所有者驅逐。
馬薩諸塞州波士頓後灣沼澤的芬威勝利花園和明尼蘇達州明尼阿波利斯的道林社區花園仍然活躍，是二戰時期僅存的公共花園。芬威勝利花園的大部分地塊現在都種植花卉而不是蔬菜，而道林社區花園則繼續以蔬菜為主。

## 延伸阅读
- Hayden-Smith, Rose. . McFarland Books. 2014: 264  [2014-05-26]. ISBN 978-0-7864-7020-4. （原始内容存档于2018-12-26）.
- Hayden-Smith, Rose. . University of California 4-H Youth Development Center. 2005  [12 May 2014]. （原始内容存档于2020-12-09）.
- Kuhn, Clifford M., "‘It Was a Long Way from Perfect, but It Was Working’: The Canning and Home Production Initiatives in Green County, Georgia, 1940–1942," Agricultural History (2012) 86#1 pp 68–90.